# Peter Grießer
Peter Grießer (* 27. April 1853 in Oberberg; † 3. Oktober 1929 in Rennweg) war ein österreichischer Landwirt und Politiker.

## Leben
Grießer war der Sohn des Landwirts und Besitzers der Wieserjos-1/4-Hube am Oberberg Josef Grießer (* 19. Mai 1823) und dessen Ehefrau Katharina geb. Feuchter (* 14. November 1826). Er war römisch-katholisch und heiratete am 13. Februar 1882 Theresia Lax verw. Heiss (* 18. Januar 1851; † 8. Januar 1933), die Tochter von Peter Lax. Aus der Ehe ging eine Tochter hervor.
Grießer lebte als Landwirt und Grundbesitzer und wurde Bürgermeister in Rennweg. Vom 16. April 1903 bis zum 2. Februar 1909 war er Abgeordneter im Kärntner Landtag für den Wahlkreis LGM 12 Gmünd. Im Landtag war er Mitglied des land- und volkswirtschaftlichen Ausschusses und gehörte dem Klub Deutschnationale an.